# Osiedle Szwoleżerów
Osiedle Szwoleżerów – osiedle mieszkaniowe w dzielnicy Śródmieście w Warszawie.

## Opis
Osiedle zbudowano w latach 1972−1974 według projektu Haliny Skibniewskiej, który w 1965 uzyskał I nagrodę w konkursie SARP. W projektowaniu wzięli także udział W.E. Katner, K. Woytowicz, A. Morawski, Z. Wysocki, D. Bożenkowska, R. Ekielska, A. Krawczyk i T. Kąsecki. Osiedle powstało na terenie o powierzchni ok. 4,5 ha między ulicami: Czerniakowską, Szwoleżerów i Dragonów oraz Kanałem Piaseczyńskim. Jego nazwa nawiązuje do ulicy Szwoleżerów.
Osiedle składa się z siedmiu kilkukondygnacyjnych bloków mieszkalnych wybudowanych w technologii wielkoblokowej „Ż” o rozczłonkowanych bryłach, przeznaczonych dla ok. 1700 osób. Wewnętrzny ogród zaprojektowany przez Alinę Scholtz uzyskał formę lapidarium, z rozmieszczonymi elementami kamiennych detali zniszczonych w latach 1939−1944 i po 1945 budynków i pomników. W 1974 na osiedlu powstał także pawilon handlowo-usługowy z kawiarnią w typie architektury skandynawskiej, inspirowany pracami Franka Lloyda Wrighta.
Za realizację osiedla odpowiedzialny był Kombinat Budownictwa Miejskiego „Śródmieście”, a za zarządzanie − Śródmiejska Spółdzielnia Mieszkaniowa.
Osiedle otrzymało tytuł Mistera Warszawy w konkursie na najlepszy obiekt w stolicy za rok 1974. Znalazło się też na liście dóbr kultury współczesnej Warszawy z lat 1945–1989 przygotowanej przez Stowarzyszenie Architektów Polskich w 2003 roku ze względu na wszystkie analizowane wówczas kryteria.
Osiedle objęte jest kilkoma formami opieki konserwatorskiej:
- w całości znajduje się na obszarze zabytku archeologii ograniczonego ulicami: Podchorążych, Czerniakowską, Prusa, Książęcą i Al. Ujazdowskimi, chroniącym ślady osadnictwa z epoki brązu, wczesnośredniowieczne i średniowieczne. Teren ten został wpisany jako dobro kultury do rejestru zabytków w 1971 pod numerem C-48[14],
- usytuowany na terenie osiedla zespół rzeźb figuratywnych i wazonów kamiennych z XVIII – XIX wieku, pochodzący ze zrujnowanego w czasie II wojny światowej pałacu w Brzezince na Dolnym Śląsku, w 1990 został wpisany do rejestru zabytków pod numerem 2475 B[14],
- budynki mieszkalne i pawilon handlowy w 2016 zostały wpisane do Gminnej Ewidencji Zabytków pod pozycją nr 7489, ID SRO10913, pod nazwą Układ urbanistyczny i zespół budowlany Osiedla „Szwoleżerów” (zarządzenie nr 1336/2016 Prezydenta m.st. Warszawy)[14].